# ジョン・ブロウ

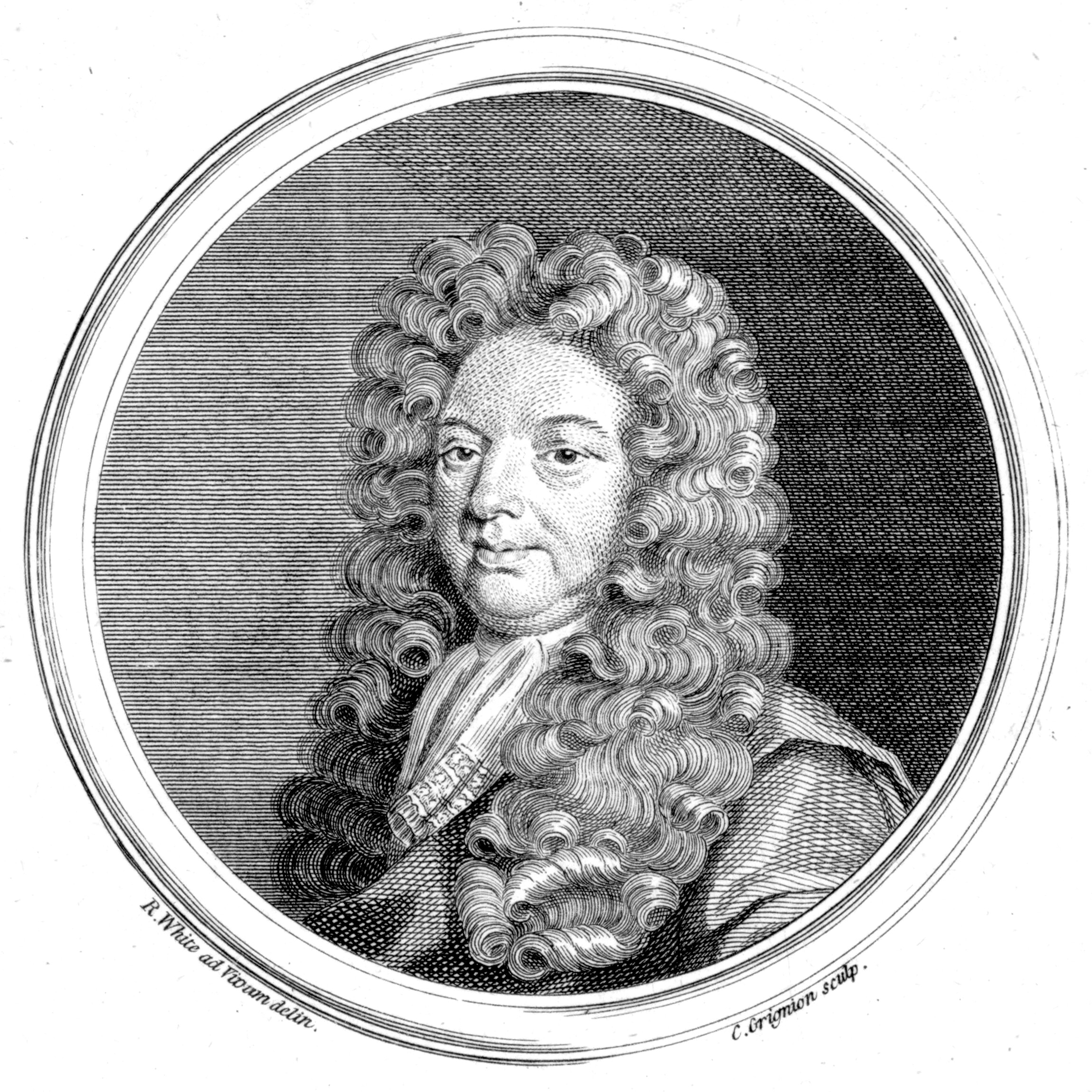
ジョン・ブロウ

ジョン・ブロウ（John Blow, 1649年2月23日受洗 - 1708年10月1日）は、イングランドの作曲家、オルガン奏者。ウィリアム・クロフトやヘンリー・パーセルの師である。

## 生涯と作品
ブロウはおそらくノッティンガムシャーのコリンガムで生まれたとされる。王室礼拝堂の聖歌隊員となり、自らの音楽の才能によって名をあげた。
ブロウは非常に若い頃にいくつかの聖歌を作曲している。例えば「主よ、あなたはわれらの避難所である Lord, Thou hast been our refuge」や「主よ、われを責めたもうな Lord, rebuke me not」、またいわゆる「クラブ・アンセム」である「われは常に感謝す I will always give thanks」などがある。最後のものはペラム・ハンフリーおよびウィリアム・ターナーとの共作で、1665年にイングランドがオランダに勝利したことを記念して、あるいはより単純に3人の聖歌隊員の友情を記念して作られた作品である。
またこの時期に、ロバート・ヘリックがチャールズ2世の頼みによってジャコモ・カリッシミの「Dite, o cieli」を模倣して製作した「行け、偽誓者よ Goe, perjur'd man」を二部構成に編曲することも行っている。1669年にブロウはウェストミンスター寺院のオルガニストとなった。1673年には王家礼拝堂のジェントルマンとなり、この年の9月にエリザベス・ブラドックと結婚した。彼女は10年後の出産時に亡くなっている。
1678年までには音楽学者となっていたブロウは、1685年にジェームズ2世付きの音楽家の一人として名を連ねることとなった。1680年から1687年までの間に、彼は記録の残っている限り唯一の舞台用作品を執筆している。それは国王を楽しませるために作られた仮面劇、「ヴィーナスとアドニス Venus and Adonis」である。この劇ではメアリー・デイヴィスがヴィーナスを演じ、彼女とチャールズ2世の娘であるレディ・メアリー・テューダーがキューピッド役で出演した。
ブロウは1687年にはセント・ポール大聖堂の聖歌隊の指導者となった。さらに1695年にはウェストミンスターの聖マーガレット教会のオルガニストに選ばれ、同時期にウェストミンスター寺院のオルガニストとしての活動（1680年に彼は引退あるいは解雇されて、その地位をパーセルに譲っていた）を再開したとされる。1699年には、新たに作られた王家礼拝堂の作曲家の地位に任命された。
ブロウの作品として、14曲の典礼音楽と100曲以上の聖歌が知られている。これら純粋な教会音楽に加えて、新年用の頌歌や聖セシリア祭のための頌歌、ジェームズ2世の即位を記念する2曲の聖歌（「見よ、おお、われらが庇護者なる神よ Behold, O God, our Defender」と「God spake sometimes in visions」）、ヘンリー・プレイフォードの「音楽のはしため Musick's handmaid」（1689年）のための数曲のハープシコード作品、「女王メアリーのための挽歌」（1695年）、「パーセルの死に寄せる頌歌」（1696年）なども作曲している。1700年に彼は、通奏低音付きの一声・二声・三声・四声の音楽作品を集めた「アンフィオン・アングリカス Amphion Anglicus」を出版した。
チャールズ・バーニーの著書「音楽の歴史」内の有名な1ページが、ブロウの「未熟さ」を描写することに費やされている。その大部分は、未熟な人物が当時のイギリス音楽の特徴を表すために努力したという奇特さを示しているだけであるが、その努力の一部は非常に優れたものである（バーニーは「我々はこの点に夢中である」と言っている）。ブロウは1708年10月1日にブロード・サンクチュアリの自宅で逝去し、ウェストミンスター寺院の北の側廊に埋葬された。